# Propithecus tattersalli
Propithecus tattersalli là một loài động vật có vú trong họ Indridae, bộ Linh trưởng. Loài này được Simons mô tả năm 1988.

## Hình ảnh

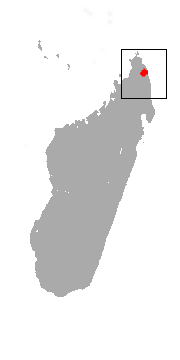
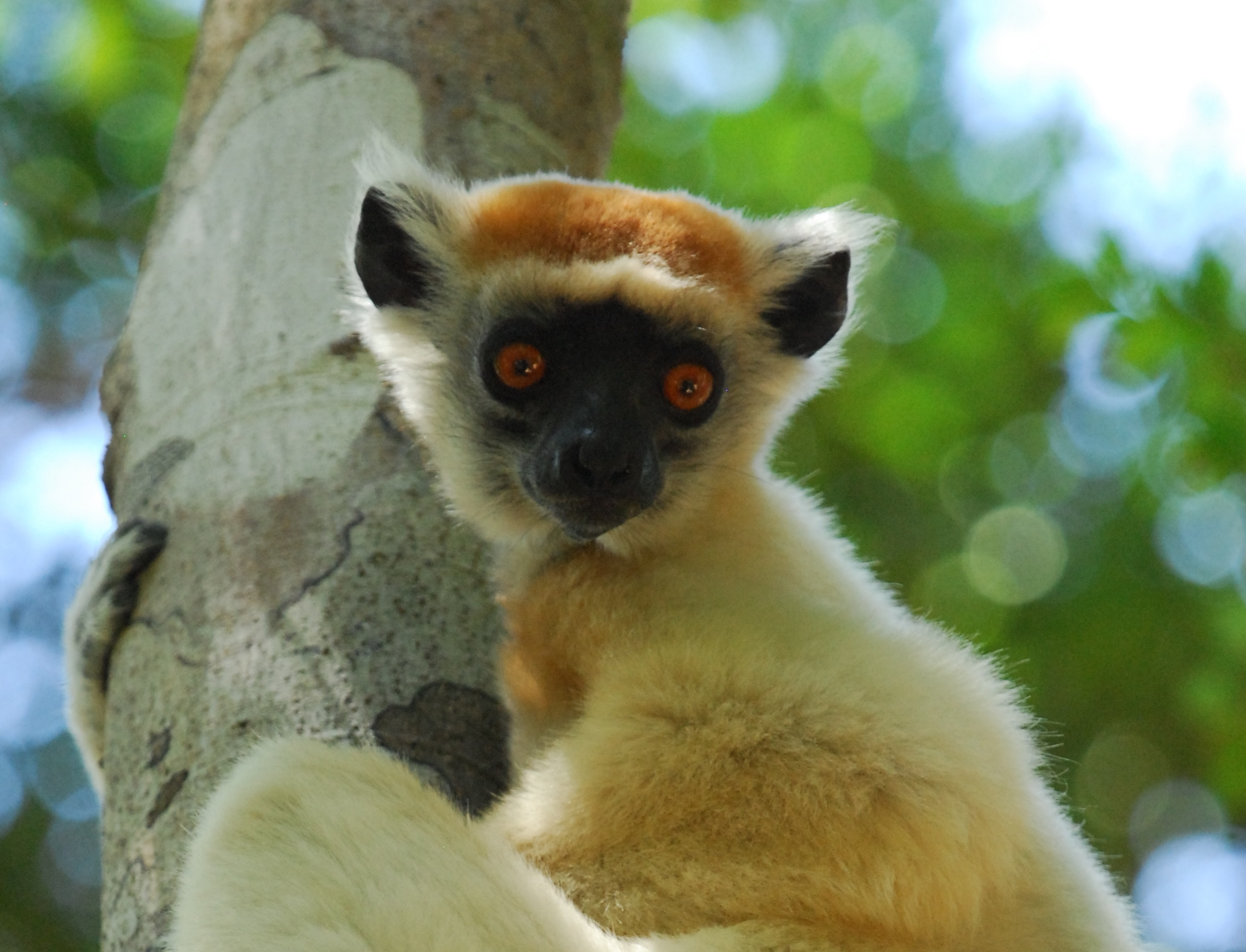